# Coccophagus palaeolecanii
Coccophagus palaeolecanii is een vliesvleugelig insect uit de familie Aphelinidae. De wetenschappelijke naam is voor het eerst geldig gepubliceerd in 1957 door Yasnosh.